# Urs von Wartburg
Urs von Wartburg , né le 1er mars 1937 à Wangen bei Olten, est un athlète suisse, spécialiste du lancer du javelot. 

## Biographie
Il participe à cinq Jeux olympiques consécutifs de 1960 à 1976. Il se classe cinquième en 1964 à Tokyo et huitième en 1968 à Mexico.
Entre 1957 et 1980, il remporte 26 titres de champion de Suisse, 22 au lancer du javelot, et trois dans les épreuves combinées.
Il est élu sportif suisse de l'année en 1965. 

### Palmarès
| Date | Compétition     | Lieu   | Résultat | Épreuve | Performance |
| ---- | --------------- | ------ | -------- | ------- | ----------- |
| 1964 | Jeux olympiques | Tokyo  | 5e       | Javelot | 78,72 m     |
| 1968 | Jeux olympiques | Mexico | 8e       | Javelot | 80,56 m     |

### Records
| Épreuve           | Performance | Lieu | Date |
| ----------------- | ----------- | ---- | ---- |
| Lancer du javelot | 82,75 m     |      | 1965 |